# Carroll County, Iowa
Carroll County är ett administrativt område i delstaten Iowa, USA, med 20 816 invånare. Den administrativa huvudorten (county seat) är Carroll.

## Geografi
Enligt United States Census Bureau har countyt en total area på 1 477 km². 1 475 km² av den arean är land och 2 km² är vatten.

### Angränsande countyn
- Sac County - nordväst
- Calhoun County - nordost
- Greene County - öst
- Guthrie County - sydost
- Audubon County - syd
- Crawford County - väst

### Orter
- Arcadia
- Breda
- Carroll (huvudort)
- Manning